# Mindpark
Mindpark är ett workspace koncept med uthyrning av kontor, coworking, konferens- och eventytor baserad i flera städer, främst i södra Sverige, där det första är beläget i den gamla Tretornfabriken i Helsingborg. Mindpark är öppet för alla typer av bolag, och är inte inriktad på någon speciell bransch eller fas för företag. Det förekommer inkubator och accelerator verksamheter på Mindparks platser, men Mindpark i sig själv är inte en inkubator eller miljö för endast nystartade företag. Mindpark har också ett stort fokus på evenemang och affärsmöten. 

## Mindpark idag

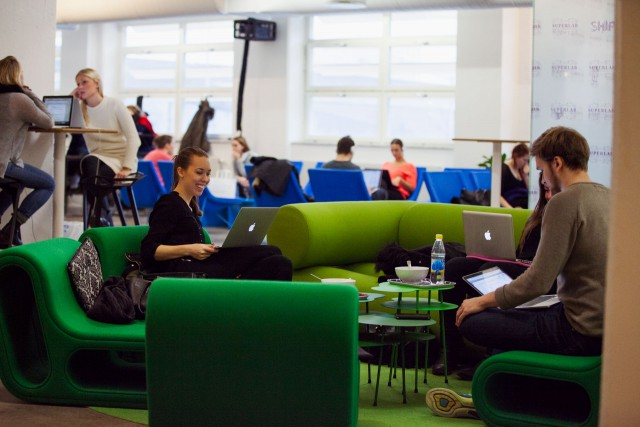
Mindpark Helsingborgs entréplan, där Open Space ligger. På bilden syns den ikoniska gröna Mindpark soffan, som var med redan när Mindpark AB grundades.

Mindpark finns i flera städer och på flera platser: Helsingborg, Lund, Malmö Hyllie, Malmö central, Göteborg Järntorget, Göteborg City och i Mölndal. 
Mindpark Helsingborg består av ett kontorshotell på 3 000 kvadratmeter, flertalet konferens- och möteslokaler för externa företag, Open Space, evenemangslokaler samt ett café. Mindpark i Helsingborg startades under namnet SHIP år 2007 av Helsingborg stad på initiativ av drivna entreprenörssjälar, men drivs idag av ett privat bolag. Mindpark är känt för att vara en hub av företagande och entreprenörskap i Helsingborg. 
Mindpark Hyllie öppnade i april 2019, och är belägget på Hyllie Boulevard, mitt i det nya affärsdistriktet Hyllie i Malmö. Ytorna är på ca 2 300 kvadratmeter med kontor, coworking och arbetsplatser. Utöver det en omfattande evenemangs- och konferensavdelning, samt ett café.
Mindpark Lund öppnade i augusti 2019, belägget i centrala Lund i Brytaregränden. Här finns ca 1 500 kvadratmeter med kontor, coworking och mötesrum. 
Mindpark Malmö i centrala Malmö öppnade september 2020 i Slagthuset i Malmö  på 2 200 kvm. Här finns Mindpark på 4 våningsplan och utöver kontor finns även ett café och ett antal mindre mötesrum.  
Mindpark Göteborg Järntorget öppnade i februari 2023 i den expansiva stadsdelen Masthugget på 3 våningsplan. Här finns även flertalet mötesrum i olika storlekar, eventytor samt ett mindre café.  
Mindpark Göteborg city öppnade under årsskiftet 2023/2024 och ligger i området Lilla Bommen med operan och Göteborg Centralstation som nära grannar. På Mindpark Göteborg city finns en omfattande konferensavdelning med servering, café och eventytor.  
Mindpark Mölndal öppnar i fastigheten MiMo på Mölndals Bro i september 2024.  
Mindpark blev 2019 utsett till Nordens bästa coworking spaces .
Mindpark har blivit utsedd till ett av världens 11 mest annorlunda co-workingspaces. 

## SHIP och Mindparks historia
SHIP invigdes 1 september 2007 och var finansierat av Helsingborg Stad. Bakom initiativet stod inredningsarkitekten Niklas Madsen och entreprenören Emil Breman. Det var även Niklas Madsen som designade och inredde lokalerna, och gav dem sin speciella stil. 
SHIP var från början en förkortning, som stod för Southern Helsingborg Innovation Project. Redan tidigt i SHIP:s historia fanns det starka kopplingar till H+ stadsförnyelseprojektet. Under 2009 flyttade H+ sitt huvudkontor till SHIP, och hade som mest 30 personer som arbetade därifrån som en del i kontorsmiljön. SHIP hade även tidigt målsättningen att vara en plats där företagare, studenter och kommunen skulle kunna interagera och träffas.
Den 20 september 2011 beslutades Kommunfullmäktige att Södertunneln, en viktig del av H+, inte skulle genomföras enligt tidigare planer. Detta påverkade H+ kontoret och under slutet av 2011 flyttade man ut från SHIP. Administrationen av lokalerna övergick då till privat aktör som drev dem vidare och utvecklade konceptet kring kontorshotell och evenemangslokaler. I samband med detta satsades det även på lokalerna och en expansion på 350 kvm och 13 nya kontor i kontorshotellet gjordes.
2013 beslöt den privata aktören att byta namn på SHIP. I det arbetet kom Joakim Jardenberg, som hade sin arbetsplats i lokalerna redan tidigare, med förslaget att ta över varumärket Mindpark. Detta antogs och den 24 oktober 2013 byte SHIP namn till Mindpark. Joakim donerade varumärket till SHIP utan motkrav. Sedan dess har verksamheten expanderat och flera nya Mindparks har öppnat. 

## Varumärket och bolaget Mindpark ABs historia
Mindpark, med undertiteln Sveriges bloggteam - om allting media, var en svensk blogg om mötet mellan gamla och nya massmedier. Den drevs av Joakim Jardenberg och hade ett 40-tal skribenter. Mindpark AB grundades 2007 som ett företag, vilket avvecklades våren 2009 och övergick till att bli en kollektiv blogg. Under 2013 gavs varumärket av Joakim till dåvarande kontorshotell och eventanläggningen SHIP, som bytte namn den 24 oktober 2013.
Mindpark AB grundades hösten 2007 som ett litet gemensamt utvecklingsföretag för ett antal syd- och västsvenska dagstidningsföretag: Gota Media, Helsingborgs Dagblad, Nya Wermlands-Tidningen, Skånemedia och Sydsvenskan. Kontoret fanns på Kungsgatan 2 i Helsingborg. 
Företaget utvecklade en rad webbtjänster åt sina delägare, såsom annonssajten Rubbt.se. Utöver teknisk utveckling, fungerade Mindpark även som tankesmedja åt sina delägare rörande nya media, vilket bland annat tog sig uttryck i att företagets webbplats redan från starten hade formen av en blogg. En tredje roll var som gemensamt holdingbolag, när Mindpark på sina ägares vägnar gick in som delägare i sajterna Sourze.se och Familjenytt.se.
Vid ett styrelsemöte den 11 mars 2009 drog sig ägarna ur projektet på grund av bristande lönsamhet, varvid företaget avvecklade sin personal. Sajten mindpark.se omvandlades till en gemensam blogg i Jardenbergs regi. I september 2009 utökades bloggteamet med 20 nya namn till 46 skribenter.
Efter flera år med avtagande aktivitet gavs varumärket av Joakim Jardenberg till SHIP under oktober 2013. Detta, även kallad Mindpark 3.0 blev en nystart för namnet. En ny logotyp togs fram och hemsidan fylldes med innehåll för den befintliga verksamheten. Alla gamla blogginlägg och kommentarar flyttades över till jardenberg.se där de fortfarande finns att tillgå. Bloggandet fortsätter även från den adressen av Joakim själv.

## Tidigare skribenter på Mindpark
- Jennifer Bark
- Johan Groth
- Paula Hammarskog
- Erik Hörnfeldt
- Joakim Jardenberg
- Robert Pohl
- Niclas Strandh